# Alma, Wisconsin
Alma este sediul comitatului Buffalo,  statul Wisconsin, SUA. Populația orașului, conform recensământului Statelor Unite din anul 2000, era de 942 de locuitori.

## Geografie
Orașul Alma este localizat la 44°20′24″N 91°55′27″V / 44.34000°N 91.92417°V (44.340068, -91.924432). .
Potrivit Biroului Recensământului SUA, orașul are o suprafață totală de 7,8 mile² (20,2 km²) din care 5,9 mile² (15,3 km²) este uscat și 1,9 mile² (42,9 km² )(24,81%) este apă.
Localități din apropiere
Diagrama de mai jos arată localitățile din apropierea orașului Alma, pe o rază de 16 km.

## Demografie
Conform recensământului din anul 2000 , Alma avea o populație de 942  de locuitori (62,1 loc./km²):
421 gospodării,
261 familii,
495  unitâți locative ( 32,6/km²).
23,0% din familii au copii sub 18 ani
52,5% din gospodării sunt familii căsătorite
6,4%  din gospodării sunt femei singure
37,8% fără familie
Structura demografică
97,03% albi
0,21% afro-americani
0,85% nativi americani
0,32% asiatici
0,11% locuitori ai insulelor din Pacific
1,49%  alte grupări etnice